# Contea di Marion (Texas)
La contea di Marion in inglese Marion County è una contea dello Stato del Texas, negli Stati Uniti. La popolazione al censimento del 2010 era di 10 546 abitanti. Il capoluogo di contea è Jefferson. Il suo nome deriva da Francis Marion (1732–1795), generale della guerra d'indipendenza statunitense.

## Geografia fisica
| Anno | Popolazione | ±%     |
| ---- | ----------- | ------ |
| 1860 | 3,977       | Note:  |
| 1870 | 8,562       | 115.3% |
| 1880 | 10,983      | 28.3%  |
| 1890 | 10,862      | −1.1%  |
| 1900 | 10,754      | −1.0%  |
| 1910 | 10,472      | −2.6%  |
| 1920 | 10,886      | 4.0%   |
| 1930 | 10,371      | −4.7%  |
| 1940 | 11,457      | 10.5%  |
| 1950 | 10,172      | −11.2% |
| 1960 | 8,049       | −20.9% |
| 1970 | 8,517       | 5.8%   |
| 1980 | 10,360      | 21.6%  |
| 1990 | 9,984       | −3.6%  |
| 2000 | 10,941      | 9.6%   |
| 2010 | 10,546      | −3.6%  |

Secondo l'Ufficio del censimento degli Stati Uniti d'America la contea ha un'area totale di 420 miglia quadrate (1100 km²), di cui 381 miglia quadrate (990 km²) sono terra, mentre 39 miglia quadrate (100 km², corrispondenti al 9,4% del territorio) sono costituiti dall'acqua. La contea è situata nel Texas orientale.

### Strade principali
- U.S. Highway 59
- Interstate 369 (in costruzione)
- State Highway 43
- State Highway 49
- State Highway 155
- Farm to Market Road 134
- Farm to Market Road 248
- Farm to Market Road 2208
- Farm to Market Road 726
- Farm to Market Road 729
- Farm to Market Road 727
- Farm to Market Road 805
- Farm to Market Road 2683

### Contee adiacenti
- Cass County (nord)
- Caddo Parish (est)
- Harrison County (sud)
- Upshur County (ovest)
- Morris County (nord-ovest)